# Предтеченская улица (Великий Новгород)
Предте́ченская — улица в Великом Новгороде. Находится на Софийской стороне, в историческом центре города.
Начинается от Большой Санкт-Петербургской и заканчивается перекрёстком с Чудинцевой улицей. Протяжённость — 680 м.
Название получила по церкви Рождества Иоанна Предтечи Росткина монастыря, который упоминается в летописи под 1179 годом. Церковь была разобрана в 1848 году.
В XIX — начале XX века участок от Большой Санкт-Петербургской до Лучинской (Новолучанской) назывался Забавская улица. Далее от Лучинской до Людогощей — Предтеченской, и далее от Людогощей до Чудинцевой — Фроловской (до ВОВ на Фроловской находилась церковь Фрола и Лавра с колокольней. Разрушена во время оккупации).
7 сентября 1926 года, в честь 20-летия (1906 год) организации в Новгороде союза булочников и кондитеров решением Новгорсовета Предтеченская была переименована в улицу Пищевиков.
1 апреля 1946 года решением Новгорисполкома улицы Забавская и Пищевиков переименованы в улицу Некрасова.
Из-за поперечных размеров в 1980—1990-е годы по улице было организовано одностороннее движение.
12 сентября 1991 года решением Новгорсовета народных депутатов улица была разбита на Забавскую, Предтеченскую и Фроловскую.
31 мая 1999 года три улицы были вновь объединены в одну под названием Предтеченская.
Застроена жилыми многоквартирными домами. На улице расположена гостиницы «Волхов» и «Акрон».